# Vincent (Ohio)
Vincent es un lugar designado por el censo ubicado en el condado de Washington en el estado estadounidense de Ohio. En el Censo de 2010 tenía una población de 339 habitantes y una densidad poblacional de 340,86 personas por km².

## Geografía
Vincent se encuentra ubicado en las coordenadas 39°22′31″N 81°40′16″O / 39.37528, -81.67111. Según la Oficina del Censo de los Estados Unidos, Vincent tiene una superficie total de 0.99 km², de la cual 0.99 km² corresponden a tierra firme y (0.26%) 0 km² es agua.

## Demografía
Según el censo de 2010, había 339 personas residiendo en Vincent. La densidad de población era de 340,86 hab./km². De los 339 habitantes, Vincent estaba compuesto por el 95.87% blancos, el 2.95% eran afroamericanos, el 0.59% eran amerindios, el 0% eran asiáticos, el 0% eran isleños del Pacífico, el 0% eran de otras razas y el 0.59% pertenecían a dos o más razas. Del total de la población el 2.06% eran hispanos o latinos de cualquier raza.